# Barsove, Sovietskîi
Barsove (în ucraineană Барсове) este un sat în comuna Nekrasovka din raionul Sovietskîi, Republica Autonomă Crimeea, Ucraina.

## Demografie
Componența lingvistică a localității Barsove
     Rusă (55,56%)
     Ucraineană (24,44%)
     Tătară crimeeană (17,78%)
Conform recensământului din 2001, majoritatea populației localității Barsove era vorbitoare de rusă (55,56%), existând în minoritate și vorbitori de ucraineană (24,44%) și tătară crimeeană (17,78%).